# کن آبو
کن آبو (انگلیسی: Ken Aboh؛ زادهٔ ۹ نوامبر ۲۰۰۴) بازیکن فوتبال اهل انگلستان است که در پست مهاجم برای باشگاه استیونیج بازی می‌کند.